# Molècula mesònica
Una molècula mesònica és un conjunt de més d'un mesó, units per la força nuclear forta. A diferència de les molècules bariòniques, que formen el nucli de tots els elements a la natura tret de l'hidrogen, encara no s'ha observat una molècula mesònica de manera definitiva. L'X(3872) descoberta el 2003 i la Z(4430) descoberta el 2007 per la Belle Collaboration són les millors candidates per a aquesta mena d'observació.